# 圣奥斯定堂 (利马)

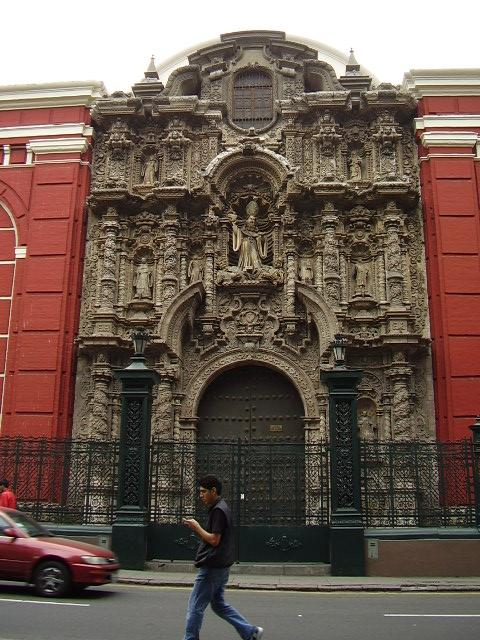
入口

圣奥斯定圣殿与修院（Basilica and Convent of San Agustín）位于利马历史中心的同名广场。自创建以来，一直由奥斯定会秘鲁恩宠圣母省管理，属于秘鲁恩宠圣母省。
其立面是Churrigueresque巴洛克风格，过度装饰的石雕，完成于1710年。利马另有一处 Churrigueresque 立面，属于仁慈圣母圣殿。

## 历史
该堂创建于1573年，此后曾数次因在利马发生的地震而重建，其中1746年利马-卡亚俄地震破坏尤为严重，震后几乎进行了彻底重建。1895年冲突事件也对其造成严重破坏。 